# Warszewiczia schwackei
Warszewiczia schwackei är en måreväxtart som beskrevs av Karl Moritz Schumann. Warszewiczia schwackei ingår i släktet Warszewiczia och familjen måreväxter. Inga underarter finns listade i Catalogue of Life.